# Januarieffekten
Januarieffekten är en kalenderbunden variation i aktiekurser. Historiska data har visat att aktier, i synnerhet de med mindre marknadskapitalisering, tenderar att stiga märkbart i pris mellan den 31 december och den femte börsdagen på det nya året. Effekten beror på att många säljer av aktier mot slutet av året av exempelvis skattetekniska skäl, så att priset då sjunker, trots att företagen i sig inte har blivit mindre värda. I början på januari korrigeras därför aktiepriserna igen.